# François Augustin Andry
Pour les articles homonymes, voir Andry (homonymie).
François Augustin Andry, né le 14 mars 1850, à Les Molières (Seine-et-Oise) et mort le 3 juin 1911, était un général de division français.

## Biographie

### Grades
- 24/03/1902 : général de brigade.
- 30/12/1906 : général de division.

### Décorations
- Commandeur de la Légion d'honneur (29 décembre 1904)[4]
- Médaille commémorative de l'expédition du Tonkin
- Médaille commémorative de Madagascar
- Médaille coloniale avec agrafe "Tunisie"

- Officier du Nichan Iftikhar
- Officier de l'ordre du Dragon d'Annam
- Chevalier de l'Ordre royal du Cambodge

### Postes
- 02/04/1902 - 28/05/1902 en disponibilité.
- 28/05/1902 - 23/06/1905 commandant de l'Artillerie du  16e Corps d'Armée
- 23/06/1905 - 12/09/1906 commandant de la 4e brigade d'infanterie et de la subdivision de région de Saint-Omer.
- 12/09/1906 - 10/10/1906 commandant de la 35e brigade d'infanterie et des subdivisions de région de Châtellerault et de Tours.
- 10/10/1906 - 12/03/1907 commandant de la  3e Division d'Infanterie Coloniale
- 12/03/1907 - 30/10/1909 commandant supérieur de la défense des places du groupe de Verdun et gouverneur de Verdun et commandant de la subdivision de région de Verdun.
- 10/05/1907 - 03/12/1909 membre du Comité technique du Génie.
- 30/10/1909 - 03/06/1911 commandant du  15e Corps d'Armée